# Руге, Карл
Карл Арнольд Ру́ге (нем. Carl Arnold Ruge; 24 сентября 1846, Берлин — 15 апреля 1926, там же) — немецкий патолог.

## Биография
Карл Руге — сын берлинского врача Людвига Магнуса Вильгельма Руге (1812/1814—1897). Мать Мария Луиза Каролина Филиппина Майер (1825—1908) — дочь берлинского гинеколога Карла Вильгельма Майера. Её сестра Фердинанда Амалия Розалия (1832—1913) в 1850 году вышла замуж за Рудольфа Вирхова.
Завершив медицинское образование, Руге вёл врачебную и акушерскую практику и в 1871 году по рекомендации дяди Рудольфа Вирхова возглавил лабораторию микроскопических и клинических исследований гинекологической клиники «Шарите». Руге также продолжительное время работал у Карла Шрёдера. В 1882—1912 годах он руководил патологическим институтом в университетской гинекологической клинике. В 1896 году получил звание профессора.
Для знаменитого «Учебника гинекологической диагностики» (Lehrbuch der gynäkologischen Diagnostik) Руге написал разделы о микроскопической диагностике. Вместе с гинекологом Иоганном Фейтом он разработал основы гинекологической гистопатологии, в частности в микроскопической диагностике раннего распознавания рака матки. Руге и Фейт считаются первыми учёными, описавшими рак шейки матки. В 1878 году Руге вместе с Фейтом внедрили конизацию.